# Road Less Traveled (canción)
«Road Less Traveled» es una canción interpretada por la cantante y compositora estadounidense Lauren Alaina. Es el primer sencillo del EP Lauren Alaina. Alaina coescribió la canción junto a Jesse Frasure y Meghan Trainor. Fue estrenado en las radio country a través de Mercury Nashville y Interscope Records el 27 de junio de 2015 como el segundo sencillo del EP y oficialmente el 11 de julio de 2016. La canción también fue incluida en el segundo álbum de estudio Road Less Traveled, y sirvió como el segundo sencillo de dicho álbum.
La canción perteneciente al género country rock explora el concepto de ser fiel con uno mismo a pesar de las inseguridades y presiones externas. Tras su lanzamiento, la canción fue elogiada por los críticos por la confianza de Alaina. «Road Less Traveled» debutó en el #57 en el Country Airplay de Billboard, y desde entonces se convirtió en el primer #1 de Alaina. También se posicionó en el #8 y #67 en ambos listados (Hot Country Songs y Billboard Hot 100) respectivamente. La canción ha vendido 199.000 copias en Estados Unidos hasta abril de 2017. También ingresó a los listados de Canadá, alcanzando la posición #4 en el Canada Country.